# Campionati africani di atletica leggera 2018 - Salto in alto femminile
Il concorso del salto in alto femminile ai Campionati africani di atletica leggera di Asaba 2018 si è svolto il 5 agosto allo Stadio Stephen Keshi.

## Risultati
| Class   | Atleta                  | Nazione    | 1.60 | 1.65 | 1.70 | 1.75 | 1.80 | 1.83 | Risultati | Note |
| ------- | ----------------------- | ---------- | ---- | ---- | ---- | ---- | ---- | ---- | --------- | ---- |
| Oro     | Erika Nonhlanhla Seyama | eSwatini   | –    | o    | o    | o    | o    | xxx  | 1.80?     |      |
| Argento | Hoda Hagras             | Egitto     | –    | o    | o    | x–   | xo   | xxx  | 1.80      |      |
| Bronzo  | Ariyat Dibow            | Etiopia    | –    | xo   | o    | xo   | xo   | xxx  | 1.80      |      |
| 4       | Abigail Kwarteng        | Ghana      | o    | o    | xo   | o    | xxo  | xxx  | 1.80      |      |
| 5       | Ghizlane Siba           | Marocco    | –    | o    | o    | xo   | xxo  | xxx  | 1.80?     |      |
| 6       | Julia du Plessis        | Sudafrica  | –    | o    | o    | o    | xxx  |      | 1.75      |      |
| 6       | Fatima Zahra El Alaoui  | Marocco    | –    | o    | o    | o    | xxx  |      | 1.75      |      |
| 8       | Yvonne Robson           | Sudafrica  | o    | o    | o    | xo   | xxx  |      | 1.75      |      |
| 9       | Riham Abohiba           | Egitto     | –    | o    | xo   | xxo  | xxx  |      | 1.75      |      |
| 10      | Esther Isa              | Nigeria    | o    | o    | o    | xxx  |      |      | 1.70      |      |
| 11      | Basant Hassan           | Egitto     | –    | o    | xo   | xxx  |      |      | 1.70      |      |
| 11      | Marlize Higgins         | Sudafrica  | o    | o    | xo   | xxx  |      |      | 1.70      |      |
| 13      | Natacha Chetty          | Seychelles | xo   | xo   | xxx  |      |      |      | 1.65      |      |
| 14      | Moumbagna Fouda         | Camerun    | xxo  | xxo  | xxx  |      |      |      | 1.65      |      |
| N.D.    | Otricia Borkuah         | Liberia    | xxx  |      |      |      |      |      | nm        |      |